# Netsuite Open
Die Netsuite Open sind ein jährlich stattfindendes Squashturnier für Herren und Damen. Es findet in San Francisco, Kalifornien, statt und ist Teil der PSA World Tour.
Das Turnier wurde 2011 ins Leben gerufen und gehört bei den Herren aktuell zur Kategorie PSA World Tour Gold. Das Gesamtpreisgeld beträgt 118.000 US-Dollar. Bei den Damen fand die erste Austragung in der Saison 2015 mit einem Preisgeld von 25.000 US-Dollar statt. 2016 wurde das Preisgeld und die Wertungskategorie zunächst an die der Herren angepasst. Aktuell gehört es zur Kategorie PSA World Tour Gold mit einem Preisgeld von 121.000 US-Dollar.

## Sieger

### Herren
| Jahr | Sieger                                     | Finalgegner                                | Ergebnis                                   |
| ---- | ------------------------------------------ | ------------------------------------------ | ------------------------------------------ |
| 2022 | Mohamed Elshorbagy                         | Marwan Elshorbagy                          | 6:11, 11:9, 11:2, 11:8                     |
| 2021 | Ali Farag                                  | Paul Coll                                  | 9:11, 12:10, 11:8, 11:8                    |
| 2020 | aufgrund der COVID-19-Pandemie ausgefallen | aufgrund der COVID-19-Pandemie ausgefallen | aufgrund der COVID-19-Pandemie ausgefallen |
| 2019 | Mohamed Elshorbagy                         | Tarek Momen                                | 11:5, 11:13, 11:9, 7:11, 11:4              |
| 2018 | Ali Farag                                  | Mohamed Elshorbagy                         | 11:9, 13:11, 4:11, 11:9                    |
| 2017 | Mohamed Elshorbagy                         | Karim Abdel Gawad                          | 11:9, 11:6, 11:3                           |
| 2016 | Grégory Gaultier                           | James Willstrop                            | 11:9, 11:2, 14:12                          |
| 2015 | Ramy Ashour                                | Nick Matthew                               | 11:7, 9:11, 11:5, 11:4                     |
| 2014 | Grégory Gaultier                           | Amr Shabana                                | 11:3, 11:5, 11:3                           |
| 2013 | Ramy Ashour                                | Grégory Gaultier                           | 11:4, 7:11, 7:11, 11:3, 11:3               |
| 2012 | Grégory Gaultier                           | Nick Matthew                               | 11:7, 13:11, 11:9                          |
| 2011 | Laurens Jan Anjema                         | Omar Mosaad                                | 7:11, 7:11, 11:8, 11:5, 14:12              |

### Damen
| Jahr | Siegerin                                   | Finalgegnerin                              | Ergebnis                                   |
| ---- | ------------------------------------------ | ------------------------------------------ | ------------------------------------------ |
| 2022 | Amanda Sobhy                               | Farida Mohamed                             | 9:11, 11:5, 11:3, 11:7                     |
| 2021 | Amanda Sobhy                               | Salma Hany                                 | 11:7, 11:8, 11:4                           |
| 2020 | aufgrund der COVID-19-Pandemie ausgefallen | aufgrund der COVID-19-Pandemie ausgefallen | aufgrund der COVID-19-Pandemie ausgefallen |
| 2019 | Raneem El Weleily                          | Nour El Tayeb                              | 11:5, 11:5, 11:5                           |
| 2018 | Sarah-Jane Perry                           | Raneem El Weleily                          | 11:9, 11:7, 9:11, 7:11, 11:7               |
| 2017 | Sarah-Jane Perry                           | Nicol David                                | 8:11, 8:11, 11:7, 14:12, 11:7              |
| 2016 | Laura Massaro                              | Amanda Sobhy                               | 11:4, 9:11, 11:8, 11:7                     |
| 2015 | Amanda Sobhy                               | Sarah-Jane Perry                           | 11:5, 4:11, 11:5, 12:10                    |